# Korinthiska förbundet
Korinthiska förbundet var en konfederation under antiken mellan grekiska stater. Alliansen upprättades av Filip II av Makedonien 338/337 f.Kr. Utåt riktade sig alliansen mot Persien. Sparta ingick inte i det Korinthiska förbundet. Inte heller de grekiska öarna.  
År 338 f.Kr. besegrades Aten och Thebe av Filip II i slaget vid Chaironeia. Fredsvillkoren var milda under förutsättning att staterna gick med på att sluta sig samman i en konfederation – det korinthiska förbundet – under makedonskt befäl. 
Till Korinth sammankallades en kongress av delegerade från alla grekiska stater söder om Thermopyle. Sparta ensamt höll sig borta. Här proklamerades allmän landsfred. Alla deltagande stater fick behålla sina områden, liksom på sina grundlagar. Även den privata äganderätten inom de olika staterna skulle vara okränkbar. Till ledning av gemensamma angelägenheter insattes i Korinth ett helleniskt förbundsråd, till vilket varje stat skickade en medlem. Överbefälet över alla förbundets stridskrafter uppdrogs åt Filip. Däremot pålade förbundet sina medlemmar inga finansiella förpliktelser.
På detta sätt blev Grekland för första gången någonsin enat i nästan hela sitt omfång.
Greklands militära enande möjliggjorde senare ett samlat grekiskt angrepp på Persiska riket. När Filip II mördades år 336 f.Kr. ärvde Alexander den store befälet över det Korinthiska förbundet. Med förbundets hjälp genomförde Alexander sitt fälttåg i Asien.